# Heliconia latispatha
La planta ave del paraíso (Heliconia latispatha) es una especie  de la familia Heliconiaceae. Es una planta. Es una planta de hasta 2 metros de alto, con hojas largas y puntiagudas, inflorescencia erecta, las flores nacen en diferentes direcciones con brácteas delgadas naranja a rojo y flores amarillas a verde amarillentas. Habita desde el sur de México hasta Centroamérica pero es ampliamente cultivada por su belleza ornamental. En estado natural son polinizadas por los colibríes.

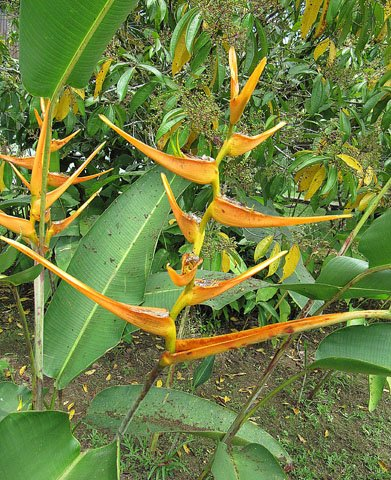
Vista de la inflorescencia

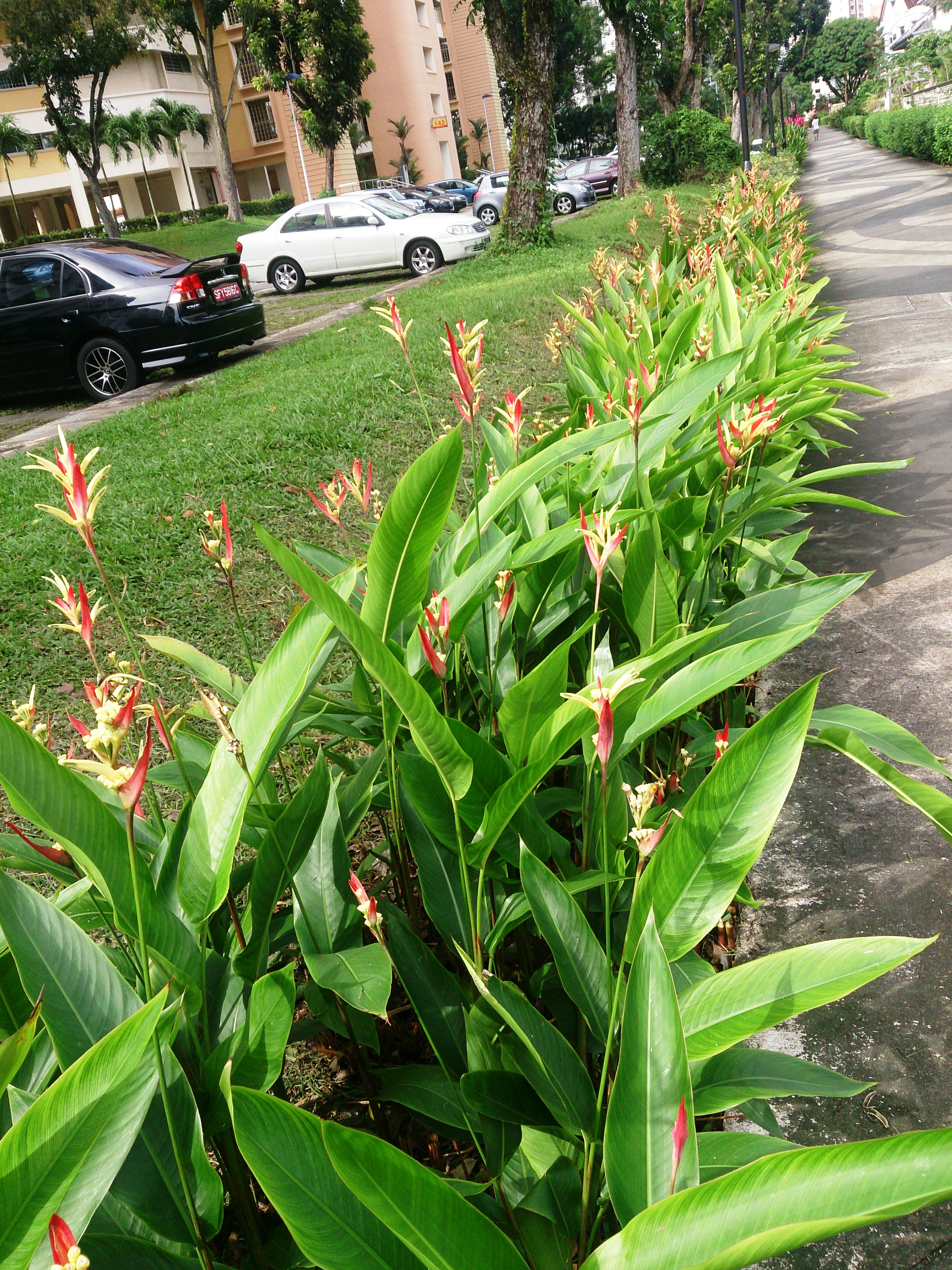
Como planta ornamental

## Descripción
Tiene un hábito como tusa, alcanzando los 2–3 m de alto. Hojas más largas de 65–160 cm de largo y 18–36 cm de ancho, base obtusa, envés verde; pecíolo 20–80 cm de largo. Pedúnculo 10–60 cm de largo, glabro, verde con manchas café, inflorescencia erecta, hasta 46 cm de largo, raquis verde, rojo, anaranjado o amarillo, glabro; brácteas cincinales dispuestas en espiral, 8–17 por inflorescencia, la bráctea media 12–20 cm de largo y 5–7 cm de ancho en la base, ápice largamente acuminado, márgenes rectos, la superficie exterior glabra, amarilla, verde a anaranjada a roja; brácteas florales glabras, amarillas; flores 10–20 por cincino, pedicelo glabro, verde a amarillo a anaranjado; perianto esencialmente recto en la antesis, 3.5–5 cm de largo, glabro, verde a verde amarillo a anaranjado con márgenes verde obscuros; ovario glabro, verde a verde-amarillo. Drupas glabras.

## Distribución
América tropical.

## Taxonomía
Heliconia latispatha fue descrita por  George Bentham y publicado en The Botany of the Voyage of H.M.S. Sulphur 170–171. 1844[1846].
Etimología
Heliconia: nombre genérico que hace referencia a la montaña griega Helicón, lugar sagrado donde se reunían las Musas.
latispatha epíteto latíno que significa "con espata ancha".
Sinonimia
- Bihai latispatha (Benth.) Griggs
- Heliconia aequatoriensis Loes.[5]